# 이음 (음운론)

이음(異音, allophone) 또는 변이음(變異音)은 어떤 말소리가 여러 조건에서 다른 발음이 될 경우 언어 화자의 머릿속에는 같은 말소리로 인식되는 소리를 말한다. 즉 같은 음소로 인식되는 소리인 것이다.
예를 들면 한국어의 음소 /s/ (/ㅅ/)는 뒤에 /i, j/가 있을 때는 무성 치경구개 마찰음 [ɕ], 있지 않을 때는 무성 치경 마찰음 [s]으로 나지만 한국인은 같은 소리로 인식한다. 이러한 경우 [ɕ], [s]는 /s/의 이음이라고 할 수 있다.
이음은 상보적 분포를 하는 조건 이음과 그렇지 않은 자유 이음이 있다.

## 같이 보기
- 긴장도 (tenseness)
- 경음과 연음 (fortis and nenis)
- 유기음
- 성대진동 시작 시간 (voice onset time)
- 예사소리